# Сајан (Кикинда)
Сајан (мађ. Szaján) је насеље у Србији у граду Кикинди у Севернобанатском округу. Према попису из 2022. било је 880 становника.

## Историја

### Име насеља
Име села се јавља у 15. веку, кунског је порекла, лично име који упућује на
тотем, а значење му је Гуштер (према историчару Денешу Сабоу). У званичним документима се први пут појављује 1449. у облику Зајхан (Zayhan). Насеље највероватније носи име кунског принца Зејхана, који је 1255. године био властелин у историјској мађарској међи Бодрог.

### Насеље
Према историчарима, околне хумке доказују то, да су на територији данашњег Сајана већ и у римском периоду постојала људска станишта. Чињенице да су се 1806. године, приликом насељења Сајана, током изградње нашли чврсто грађене темеље од клесаног камена, те да је пронађен и златни и сребрни новац из римског периода, а и да је пронађен новац из периода првих мађарских краљева, упућују на то да не само да је предео био насељен, него да је ту највероватније постојало једно значајно насеље.
За време Турака село је опустошено и нестаје. Мађарско становништво, судећи према презименима из тог доба се повлачи у Сегедин. После турског периода село постаје власништво краљевске камаре. Нађбечкерек, данашњи Зрењанин га 1718. године га издаје у закуп као пусту.
Властелини Антал и Јанош Тајнаји (браћа из међа Барш) га купују 1798. године. Имање је величине од 9.500 катастарских јутара.
Поновно насељавање Сајана се догодило 1806. године. Те године је властелин Тајнаји Јанош населио
800 хришћанских душа, углавном дуванских баштована из околине Сегедина, и из места Алђе (Algyő).
Касније 1816. године су се придружили и баштовани из Ведрешхазе (Vedresháza).
Прва школа отворена је 1828. године, а католичка црква је подигнута 1880.

## Демографија
Кретање броја становника:
- 1837: 3.362
- 1853: 2.457
- 1900: 2.432

У насељу Сајан живи 1102 пунолетна становника, а просечна старост становништва износи 42,2 година (40,5 код мушкараца и 44,2 код жена). У насељу има 518 домаћинстава, а просечан број чланова по домаћинству је 2,60.
Ово насеље је углавном насељено Мађарима (према попису из 2002. године), док је број становника у сталном паду.
|  |

| Демографија | Демографија | Демографија |
| Година      | Становника  | Становника  |
| ----------- | ----------- | ----------- |
| 1948.       | 2.430       |             |
| 1953.       | 2.432       |             |
| 1961.       | 2.334       |             |
| 1971.       | 1.982       |             |
| 1981.       | 1.655       |             |
| 1991.       | 1.555       | 1.540       |
| 2002.       | 1.348       | 1.376       |

| Етнички састав према попису из 2002.‍ | Етнички састав према попису из 2002.‍ | Етнички састав према попису из 2002.‍ | Етнички састав према попису из 2002.‍ | Етнички састав према попису из 2002.‍ |
| ------------------------------------ | ------------------------------------ | ------------------------------------ | ------------------------------------ | ------------------------------------ |
|                                      |                                      |                                      |                                      |                                      |
| Мађари                               | Мађари                               |                                      | 1.195                                | 88,64%                               |
| Срби                                 | Срби                                 |                                      | 121                                  | 8,97%                                |
| Роми                                 | Роми                                 |                                      | 18                                   | 1,33%                                |
| Хрвати                               | Хрвати                               |                                      | 5                                    | 0,37%                                |
| Југословени                          | Југословени                          |                                      | 2                                    | 0,14%                                |
| Словенци                             | Словенци                             |                                      | 1                                    | 0,07%                                |
| Румуни                               | Румуни                               |                                      | 1                                    | 0,07%                                |
| непознато                            | непознато                            |                                      | 1                                    | 0,07%                                |

| \| \| м \| \| \| ж \| \| ? \| 4 \| \| \| 1 \| \| 80+ \| 13 \| \| \| 22 \| \| 75—79 \| 26 \| \| \| 31 \| \| 70—74 \| 40 \| \| \| 40 \| \| 65—69 \| 42 \| \| \| 53 \| \| 60—64 \| 37 \| \| \| 47 \| \| 55—59 \| 40 \| \| \| 49 \| \| 50—54 \| 45 \| \| \| 36 \| \| 45—49 \| 62 \| \| \| 47 \| \| 40—44 \| 60 \| \| \| 51 \| \| 35—39 \| 41 \| \| \| 36 \| \| 30—34 \| 43 \| \| \| 35 \| \| 25—29 \| 41 \| \| \| 36 \| \| 20—24 \| 46 \| \| \| 37 \| \| 15—19 \| 46 \| \| \| 49 \| \| 10—14 \| 47 \| \| \| 30 \| \| 5—9 \| 32 \| \| \| 35 \| \| 0—4 \| 34 \| \| \| 14 \| \| Просек : \| 40,5 \| \| \| 44,2 \| |      |  |  |      |
| |      |  |  |      |
| | м    |  |  | ж    |
| ? | 4    |  |  | 1    |
| 80+ | 13   |  |  | 22   |
| 75—79 | 26   |  |  | 31   |
| 70—74 | 40   |  |  | 40   |
| 65—69 | 42   |  |  | 53   |
| 60—64 | 37   |  |  | 47   |
| 55—59 | 40   |  |  | 49   |
| 50—54 | 45   |  |  | 36   |
| 45—49 | 62   |  |  | 47   |
| 40—44 | 60   |  |  | 51   |
| 35—39 | 41   |  |  | 36   |
| 30—34 | 43   |  |  | 35   |
| 25—29 | 41   |  |  | 36   |
| 20—24 | 46   |  |  | 37   |
| 15—19 | 46   |  |  | 49   |
| 10—14 | 47   |  |  | 30   |
| 5—9 | 32   |  |  | 35   |
| 0—4 | 34   |  |  | 14   |
| Просек : | 40,5 |  |  | 44,2 |

| Година пописа     | 1948. | 1953. | 1961. | 1971. | 1981. | 1991. | 2002. |
| ----------------- | ----- | ----- | ----- | ----- | ----- | ----- | ----- |
| Број домаћинстава | 686   | 745   | 733   | 685   | 627   | 592   | 518   |

| Број чланова      | 1   | 2   | 3  | 4  | 5  | 6 | 7 | 8 | 9 | 10 и више | Просек |
| ----------------- | --- | --- | -- | -- | -- | - | - | - | - | --------- | ------ |
| Број домаћинстава | 126 | 155 | 95 | 99 | 33 | 5 | 4 | 1 | 0 | 0         | 2,60   |

| Пол    | Укупно | Неожењен/Неудата | Ожењен/Удата | Удовац/Удовица | Разведен/Разведена | Непознато |
| ------ | ------ | ---------------- | ------------ | -------------- | ------------------ | --------- |
| Мушки  | 586    | 180              | 356          | 35             | 14                 | 1         |
| Женски | 570    | 86               | 358          | 111            | 15                 | 0         |
| УКУПНО | 1.156  | 266              | 714          | 146            | 29                 | 1         |

| Пол    | Укупно                    | Пољопривреда, лов и шумарство | Рибарство                            | Вађење руде и камена | Прерађивачка индустрија       |
| ------ | ------------------------- | ----------------------------- | ------------------------------------ | -------------------- | ----------------------------- |
| Мушки  | 419                       | 275                           | 6                                    | 1                    | 52                            |
| Женски | 273                       | 217                           | 0                                    | 0                    | 12                            |
| Укупно | 692                       | 492                           | 6                                    | 1                    | 64                            |
|        |                           |                               |                                      |                      |                               |
| Пол    | Производња и снабдевање   | Грађевинарство                | Трговина                             | Хотели и ресторани   | Саобраћај, складиштење и везе |
| Мушки  | 7                         | 38                            | 12                                   | 2                    | 8                             |
| Женски | 0                         | 0                             | 14                                   | 3                    | 1                             |
| Укупно | 7                         | 38                            | 26                                   | 5                    | 9                             |
|        |                           |                               |                                      |                      |                               |
| Пол    | Финансијско посредовање   | Некретнине                    | Државна управа и одбрана             | Образовање           | Здравствени и социјални рад   |
| Мушки  | 0                         | 0                             | 5                                    | 7                    | 3                             |
| Женски | 0                         | 0                             | 1                                    | 8                    | 16                            |
| Укупно | 0                         | 0                             | 6                                    | 15                   | 19                            |
|        |                           |                               |                                      |                      |                               |
| Пол    | Остале услужне активности | Приватна домаћинства          | Екстериторијалне организације и тела | Непознато            | Непознато                     |
| Мушки  | 3                         | 0                             | 0                                    | 0                    | 0                             |
| Женски | 1                         | 0                             | 0                                    | 0                    | 0                             |
| Укупно | 4                         | 0                             | 0                                    | 0                    | 0                             |